# Maasdistrict
Het Maasdistrict is een Plantengeografisch District in België.
Dit plantengeografisch district heeft de dalen van Maas en Samber als noordelijkste deel en bevat tevens een langgerekt gebied ten zuiden daarvan, met de bovenloop van Vesder, Ourthe en Lesse. Een groot deel van dit district wordt ingenomen door de Condroz.
Kenmerkend aan dit district zijn de afzettingen uit het Siluur, het Carboon en het Devoon.